# Ylimmäinen (sjö i Alajärvi, Södra Österbotten, Finland)
Ylimmäinen eller Ylimmäinenjärvi är en sjö i Finland. Den ligger i kommunen Alajärvi i landskapet Södra Österbotten, i den centrala delen av landet, 300 km norr om huvudstaden Helsingfors. Ylimmäinen ligger 171,3 meter över havet. Den ligger vid sjön Porasjärvi. Den är 1,5 meter djup. Arean är 81,8 hektar och strandlinjen är 4,28 kilometer lång. Sjön  ingår i Esse å huvudavrinningsområde. 